# Araneus washingtoni
Araneus washingtoni là một loài nhện trong họ Araneidae.
Loài này thuộc chi Araneus. Araneus washingtoni được Herbert Walter Levi miêu tả năm 1971.